# 武速神社の将軍スギ

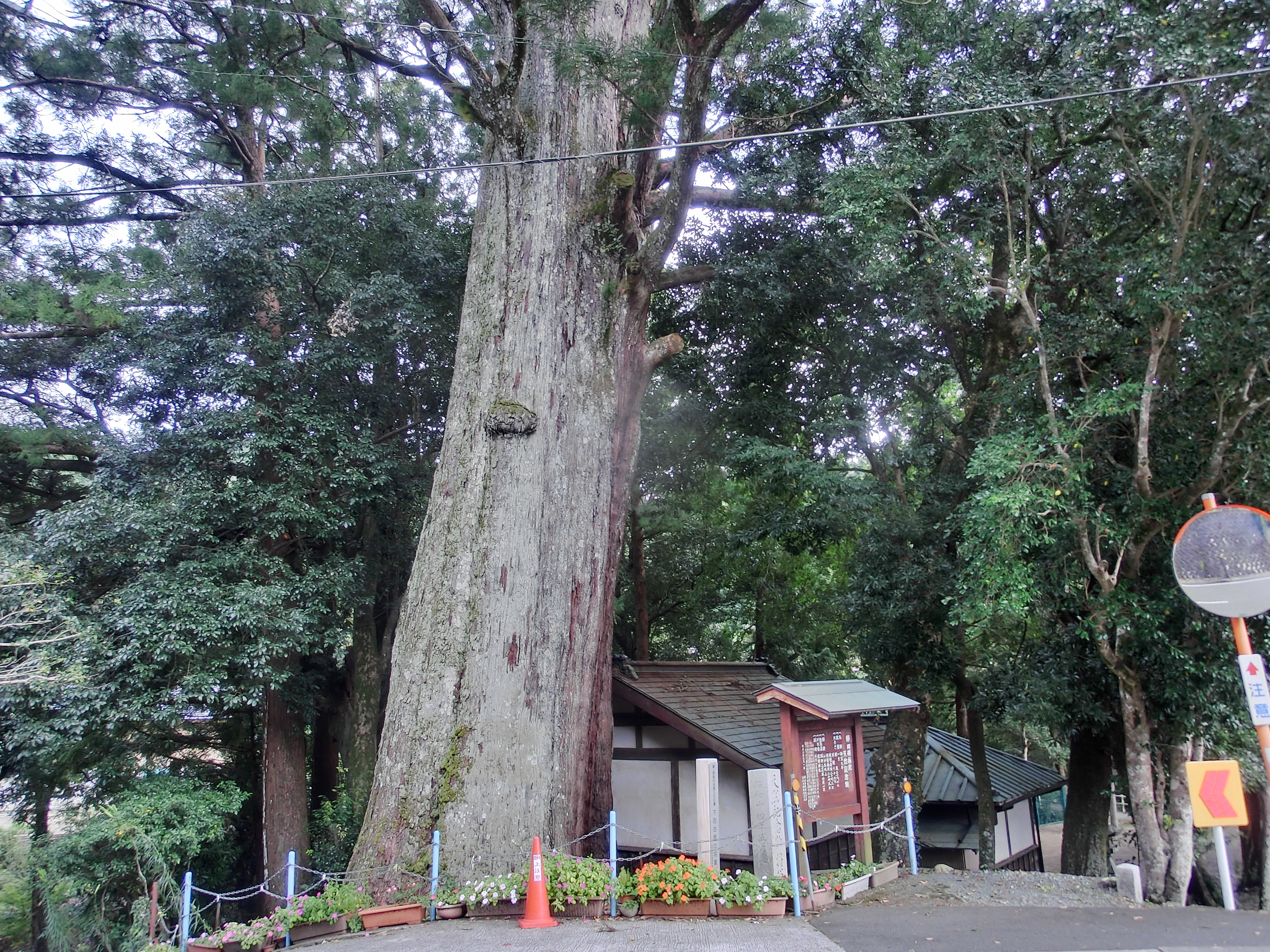
将軍スギ

武速神社の将軍スギ（たけはやじんじゃのしょうぐんスギ）は、静岡県浜松市天竜区横川の武速神社境内に生育するスギ（杉）の巨木である。推定の樹齢は1000年以上といい、征夷大将軍坂上田村麻呂にまつわる伝説が存在する。静岡県下では最大級のスギの巨木であり、1952年（昭和27年）に静岡県指定天然記念物となった。

## 由来
武速神社は、須佐之男命を祭神として祀る。この神社には、平安時代の797年（延暦16年）に征夷大将軍坂上田村麻呂が参拝したという伝説がある。また、室町時代の1382年（永徳2年）及び江戸時代の1639年（寛永16年）と1684年（貞享元年）の棟札が残されており、これらの年に社殿の再建や修復が行われたことがわかる。神社及びその周囲は静かで、南側には百古里川（すがりがわ、天竜川の支流である二俣川の上流部にあたる）が流れている。
神社の拝殿後方（北側）には、1本の大きなスギの木がそびえ立っている。この木が将軍スギと呼ばれるもので、樹高は39メートル、目通り幹囲は10.6メートル、枝張りは27メートルに及び、静岡県下でも最大級のスギの巨木とされる。
この木の名称にまつわる伝説には、平安時代の武人坂上田村麻呂が登場する。797年（延暦16年）、征夷大将軍に任じられた田村麻呂は、蝦夷征伐へ向かう途上にこの神社へ立ち寄り戦勝を祈願した。その際に神社の境内で食事を摂り、使ったスギの箸を地面に挿したものが根付いて巨木に育ったものといい、この伝説から「将軍スギ」の名で呼ばれるようになったと伝えられている。
いつの頃か不明ではあるが、あるときこの木を伐採する話が持ち上がった。樵たちが作業に取りかかろうとしたところ、全員が身体に悪寒を感じて伐ることができなくなった。この事態を見た樵の頭は、神官を招いて木の霊を祀って許しを乞うた。そしてこの木の樹皮を削って煎じて樵たちに飲ませたところ、すぐに身体は癒えたという。この話は遠く関東や濃尾まで広まり、1897年（明治30年）頃までは各地からこの木の樹皮をもらいに来る人々がいたという。この木は、1952年（昭和27年）4月1日に静岡県指定天然記念物となった。

## 交通アクセス
所在地
- 静岡県浜松市天竜区横川333 武速神社境内[4]

交通
- 新東名高速道路浜松浜北I.Cから車で30分[7]。
- 遠州鉄道鉄道線・天竜浜名湖鉄道天竜浜名湖線西鹿島駅から北東へ車で30分[1]。